# Fressines
Fressines és un municipi francès situat al departament de Deux-Sèvres i a la regió de la Nova Aquitània. L'any 2007 tenia 1.247 habitants.

## Demografia

### Població
El 2007 la població de fet de Fressines era de 1.247 persones. Hi havia 469 famílies de les quals 67 eren unipersonals (20 homes vivint sols i 47 dones vivint soles), 169 parelles sense fills, 209 parelles amb fills i 24 famílies monoparentals amb fills.
La població ha evolucionat segons el següent gràfic:
Habitants censats

### Habitatges
El 2007 hi havia 502 habitatges, 466 eren l'habitatge principal de la família, 9 eren segones residències i 27 estaven desocupats. 479 eren cases i 8 eren apartaments. Dels 466 habitatges principals, 411 estaven ocupats pels seus propietaris, 54 estaven llogats i ocupats pels llogaters i 1 estava cedit a títol gratuït; 8 tenien dues cambres, 30 en tenien tres, 104 en tenien quatre i 325 en tenien cinc o més. 395 habitatges disposaven pel capbaix d'una plaça de pàrquing. A 140 habitatges hi havia un automòbil i a 311 n'hi havia dos o més.

### Piràmide de població
La piràmide de població per edats i sexe el 2009 era:
| Homes | Edats   | Dones |
| ----- | ------- | ----- |
| 0     | 95 o +  | 0     |
| 0     | 90 a 94 | 4     |
| 0     | 85 a 89 | 28    |
| 8     | 80 a 84 | 8     |
| 4     | 75 a 79 | 0     |
| 16    | 70 a 74 | 8     |
| 24    | 65 a 69 | 36    |
| 12    | 60 a 64 | 12    |
| 12    | 55 a 59 | 16    |
| 60    | 50 a 54 | 48    |
| 44    | 45 a 49 | 52    |
| 44    | 40 a 44 | 44    |
| 48    | 35 a 39 | 52    |
| 56    | 30 a 34 | 44    |
| 32    | 25 a 29 | 32    |
| 24    | 20 a 24 | 36    |
| 32    | 15 a 19 | 32    |
| 44    | 10 a 14 | 60    |
| 32    | 5 a 9   | 24    |
| 40    | 0 a 4   | 28    |

## Economia
El 2007 la població en edat de treballar era de 851 persones, 667 eren actives i 184 eren inactives. De les 667 persones actives 644 estaven ocupades (327 homes i 317 dones) i 23 estaven aturades (7 homes i 16 dones). De les 184 persones inactives 90 estaven jubilades, 61 estaven estudiant i 33 estaven classificades com a «altres inactius».

### Ingressos
El 2009 a Fressines hi havia 500 unitats fiscals que integraven 1.379,5 persones, la mediana anual d'ingressos fiscals per persona era de 19.944 €.

### Activitats econòmiques
Dels 26 establiments que hi havia el 2007, 2 eren d'empreses alimentàries, 1 d'una empresa de fabricació d'elements pel transport, 8 d'empreses de construcció, 6 d'empreses de comerç i reparació d'automòbils, 1 d'una empresa de transport, 1 d'una empresa d'hostatgeria i restauració, 1 d'una empresa d'informació i comunicació, 1 d'una empresa immobiliària, 1 d'una empresa de serveis, 2 d'entitats de l'administració pública i 2 d'empreses classificades com a «altres activitats de serveis».
Dels 10 establiments de servei als particulars que hi havia el 2009, 2 eren tallers de reparació d'automòbils i de material agrícola, 2 paletes, 1 fusteria, 1 lampisteria, 2 electricistes, 1 perruqueria i 1 saló de bellesa.
Dels 2 establiments comercials que hi havia el 2009, 1 era una fleca i 1 una carnisseria.
L'any 2000 a Fressines hi havia 7 explotacions agrícoles que ocupaven un total de 392 hectàrees.

## Equipaments sanitaris i escolars
El 2009 hi havia una escola elemental.

## Poblacions més properes
El següent diagrama mostra les poblacions més properes.